# Neutextschule
Die Neutextschule (chinesisch 今文經學 / 今文经学, Pinyin Jīnwén jīngxué, W.-G. Chin-wen ching-hsüeh) ist eine der zwei Hauptschulen im Studium der konfuzianischen Klassiker in der chinesischen Philosophie. Im Jahr 213 vor unserer Zeit soll – der Tradition des Shiji gemäß – der Erste Kaiser von Qin die Verbrennung aller konfuzianischen Klassiker angeordnet haben. Die frühen han-konfuzianischen Gelehrten unternahmen die große Aufgabe, die alten Klassiker zu restaurieren. Die meisten der verlorenen Werke wurden gemäß den Erzählungen und Berichten einiger Meister über die klassischen Schriften niedergeschrieben. Diese Klassiker wurden später die Klassiker in der Neuen Schrift (今文,  jīnwén) genannt, weil sie in der Kanzleischrift geschrieben wurden, einem in der Zeit der Han-Dynastie vorherrschenden Kalligraphie-Stil. Später, im 2. Jahrhundert vor unserer Zeit, wurde Kaiser Wu von Han (reg. 141–87 v. u. Z.) von dem Philosophen Dong Zhongshu (179–104 v. u. Z.) dazu gebracht, den Konfuzianismus als offizielle Ideologie zu propagieren als Schritt in Richtung der Stärkung der Einheit des Landes sowie der Hauptcurricula in den Bildungseinrichtungen verschiedener Stufen. Seit jener Zeit wurde diese Schule recht prosperierend. Ein anderer größter Repräsentant dieser Schule war He Xiu (何休; 129–182), der Erklärungen zu Gongyangs Kommentar zu den Frühlings- und Herbstannalen (Gongyang zhuan) schrieb. Um den Bedarf der Politik zu decken, versuchten Gelehrte der Zeit, die sublimen Worte der Klassiker auszuarbeiten, um ihre Theorie von der großen Vereinigung des Reiches zu stützen. Nach der mittleren Zeit der Westlichen Han-Dynastie begann der Niedergang dieser Schule mit dem allmählichen Aufstieg der Alttextschule (Guwen jingxue), und sie ist nicht wieder auferstanden bis zur mittleren Zeit der Qing-Dynastie.